# Luca Sosa
Luca Alexander Sosa (Isidro Casanova, 11 giugno 1994) è un calciatore argentino, difensore del Newell's Old Boys in prestito dal Barcelona SC.

## Caratteristiche tecniche
È un difensore centrale.

## Carriera
Cresciuto nelle giovanili dell'Huracán, ha esordito in prima squadra il 12 aprile 2014 in occasione del match pareggiato 1-1 contro l'Aldosivi.

## Statistiche

### Presenze e reti nei club
Statistiche aggiornate al 23 marzo 2018.
| Stagione        | Squadra         | Campionato      | Campionato | Campionato | Coppe nazionali | Coppe nazionali | Coppe nazionali | Coppe continentali | Coppe continentali | Coppe continentali | Altre coppe | Altre coppe | Altre coppe | Totale | Totale | Totale |
| Stagione        | Squadra         | Comp            | Pres       | Reti       | Comp            | Pres            | Reti            | Comp               | Pres               | Reti               | Comp        | Pres        | Reti        | Pres   | Reti   |        |
| --------------- | --------------- | --------------- | ---------- | ---------- | --------------- | --------------- | --------------- | ------------------ | ------------------ | ------------------ | ----------- | ----------- | ----------- | ------ | ------ | ------ |
| 2013-2014       | Huracán         | BN              | 1          | 0          | CA              | 2               | 0               |                    | -                  | -                  |             | -           | -           | 3      | 0      |        |
| 2014            | Huracán         | BN              | 1          | 0          |                 | -               | -               |                    | -                  | -                  |             | -           | -           | 1      | 0      |        |
| 2015            | Talleres (C)    | TA              | 2          | 1          | CA              | 0               | 0               |                    | -                  | -                  |             | -           | -           | 2      | 1      |        |
| 2016            | Huracán         | PD              | 3          | 0          | CA              | 0               | 0               | CL                 | 2                  | 0                  |             | -           | -           | 5      | 0      |        |
| 2016-2017       | Huracán         | PD              | 11         | 2          | CA              | 0               | 0               | CS                 | 1                  | 0                  |             | -           | -           | 12     | 2      |        |
| Totale Huracán  | Totale Huracán  | Totale Huracán  | 16         | 2          |                 | 2               | 0               |                    | 3                  | 0                  |             | -           | -           | 21     | 2      |        |
| 2017-2018       | Patronato       | PD              | 14         | 0          | CA              | 0               | 0               |                    | -                  | -                  |             | -           | -           | 14     | 0      |        |
| Totale carriera | Totale carriera | Totale carriera | 32         | 3          |                 | 2               | 0               |                    | 3                  | 0                  |             | -           | -           | 37     | 3      |        |